# Daredevil
 For alternative betydninger, se Daredevil (flertydig). (Se også artikler, som begynder med Daredevil)
Daredevil er det engelske navn for tegneseriefiguren Dæmonen. I den danske tegnefilm med Spider-Man blev navnet dog direkte oversat til "Vovehalsen".
Daredevil (Matt Murdock) er skabt af Stan Lee og Bill Everett, og er en af de mere komplekse personer i Marvel universet. Han er samtidigt en af de få af Marvels helte, som er religiøs (i dette tilfælde katolik). Nogle mener, at dette har noget at gøre med, at størstedelen af tegnerne og forfatterne til Marvels tegneserier har været jøder, som ikke har ville rode sig ud i at gøre deres figurer religiøse, men om dette er rigtigt eller ej vides ikke.

## Baggrund
Matt Murdock voksede op i Clinton, et område i New York også kendt som Hell's Kitchen (Helvedes Køkken). Hans mor forlod familien for at blive nonne, da Matt endnu var baby, og hans far, Jack "The Devil" Murdock, en slidt gammel bokser, var nødt til at opdrage ham alene. Hele Jacks liv var som en stor tåge af vold, så han var stærkt opsat på at Matt aldrig skulle opleve dette, så han fik Matt til at love ham, at holde sig fra ballade og i stedet få en god uddannelse og blive læge eller advokat. Desværre var Matts skoletid hård. Han blev konstant mobbet af andre, men han holdt sit løfte til sin far og undlod at begynde at slås. Denne passive væremåde gjorde, at han fik det sarkastiske øgenavn "Vovehals" (Daredevil) af skolens bøller. Matt læste alt hvad han kunne få fat på af lærebøger for at holde løftet til sin far, men var nødt til at træne i smug for at kunne få udluftet al den vrede han følte.
En enkelt heroisk handling ændrede dog hans liv for evigt. Matt reddede en gammel mand fra at blive kørt over af en lastbil med lasten fuld af radioaktivt affald. Chaufføren mistede herredømmet over lastbilen, hvilket resulterede i at Matt fik radioaktivt affald i øjnene, som gjorde ham permanent blind.
Efter lang tid lærte Matt dog at leve med sit handicap og begyndte at se fordelene i hvad der var sket. Alle hans øvrige sanser var blev forstærket til en overmenneskelig skarphed af det radioaktive materiale. Han var nu i stand til at smage hver eneste ingrediens i madretter, hans lugtesans var bedre end en blodhunds, hans følesans var så fin, at han kunne læse ved at føre fingrene henover tryksværten i bøger og aviser. Vigtigst af alt var dog hans forstærkede hørelse. Han kunne høre alle lyde, uanset volume eller tone. Men samtidigt gav den ham en form for radarsans, der gjorde ham i stand til at opfatte former og positioner af objekter omkring ham (noget i retning af ekkolokalisering).
Som lovet fuldførte Matt sin skolegang og graduerede som jurist fra Colombia universitetet, hvor han på et tidspunkt under "Advokatspirernes åbne mesterskab" var i debat med Harvey Dent, senere kendt som Two-Face (dette kunne læses om i Gigant #11 fra 2001). Hans far havde dog problemer med sit erhverv. Der var ikke nogen fight promotere, som ville have noget med ham at gøre. Han var for gammel og for slidt. Lige indtil han mødte en promoter der blev kaldt Fixer. Jack blev promoted og begyndte at vinde kampe igen. Hvad han dog ikke vidste var, at alle bokserne han vandt over tilhørte Fixer og at han havde bedt dem om at tage faldet. Dette fandt han dog ud af samme aften som titelkampen fandt sted. Han blev nemlig bedt om at gøre det samme, så Fixer kunne tjene på det. Jack var trodsig, men blev i sidste ende truet på livet, hvis han ikke gik i gulvet. Under selve kampen får Jack dog øje på Matt blandt publikum og føler, at han ikke kan skuffe sin søn, uanset prisen. Jack vinder kampen, ærlig og redeligt på knockout, men prisen blev hans liv.
Knust, både over tabet af sin far og lovens mangel på retfærdighed i sagen mod Fixer, tog Matt det på sine egne skuldre at få retfærdigheden til at ske fyldest. Eftersom han stadig ville holde løftet til sin far, om ikke at leve et voldeligt liv, skabte Matt en dobbeltidentitet til sig selv. Den gule/sorte dragt lavede han af sin fars bokseklæder og navnet han valgte, var det øgenavn bøllerne fra skolen så tankeløst havde givet ham. Således blev Daredevil født. Daredevil konfronterer Fixers bande og besejrer dem alle ved hjælp af sine sanser og træning. Fixer når selv dog at flygte til en undergrundsbane, hvor panikken og hans frygt for Daredevil giver ham et dødeligt hjerteanfald.
Med lidt hjælp fra sin partner og bedste ven, Franklin "Foggy" Nelson, og sekretæren, Karen Page, blev Matt den advokat han havde lovet sin far at blive. Han indså dog at justitssystemet ikke var perfekt, og at han bedre kunne tjene samfundet ved at være en kostumeret kæmper for retfærdigheden, så han tog Daredevil-identiteten permanent til sig.

## Betydelige Historier
Gennem de senere år har der været et par historier, som virkelig slog til og fik indflydelse på hvordan helten er i dag. Dog er det kun to af dem, som blev udsendt i Danmark.

### Guardian Devil
Guardian Devil var en syv-nummers historie skrevet af Kevin Smith og tegnet af Joe Quesada. Alle numrene blev udgivet i Mega Marvel #26 i år 2000, men Guardian Devil fik aldrig en dansk titel.
Fokus i Guardian Devil er på Matts katolske tro på Gud. Han får at vide, at han skal beskytte et barn, som enten ville blive den næste Messias eller Antikrist. Mens han kæmper med dette, mister han en der er ham kær, og det føles som om hele hans verden braser sammen omkring ham og han ved ikke længere hvad han skal tro på. Som noget lidt anderledes afsluttes bladet med flere siders samtale mellem Daredevil og hans venner. Først med Spider-Man og dernæst med Black Widow, som havde følt og oplevet lignende tab.

### Parts of a Hole
Parts of a Hole blev skrevet af David Mack og endnu en gang var tegneren Joe Quesada. Parts of a Hole blev i Danmark udgivet i Mega Marvel #36 i 2002 og fik den danske titel "Brudstykker af en helhed".
Historien introducerede en ny figur, Maya Lopez, en indfødt amerikaner også kendt under kunstnernavnet Echo. Maya havde fotografiske reflekser, lidt i stil med Taskmaster, hvilket gjorde hende i stand til blandt andet at spille klaver og udtale ord korrekt, på trods af at hun havde været døv siden fødslen, blot ved at se andre gøre det. Hun var endda i stand til at efterligne Bullseyes evne til at ramme præcist og bruge alt som et dødeligt våben, blot ved at se en videooptagelse med ham. Hun blev opdraget af Kingpin, eftersom hendes far blev myrdet da hun var ganske lille. Kingpin bildte hende ind, at Daredevil var morderen, hvilket satte et interessant fokus på historien. Kærligheden som var blomstret mellem Matt Murdock og Maya Lopez og det had som Echo følte mod Daredevil.

## Kræfter og evner
Daredevil er fuldstændig blind, men hans øvrige sanser er forstærket til overmenneskelig proportioner.

### Følesans
Hans følesans er så fintfølende, at han er i stand til at læse almindelige bøger og aviser, som ikke er skrevet med punktskrift, ved at føle tryksværten på siderne.

### Lugtesans
Daredevil kan, i stil med en blodhund, spore mennesker ved hjælp af deres lugt. Udover det, bruger han også sin lugtesans, sammen med sin hørelse, til at finde ud af om en person lyver. Dette gør han, ved at lugte den smule sved, som udskilles når man lyver. Hans lugtesans overgås kun af mutanterne Wolverine og Sabretooth, men hvor deres skarpe lugtesans stammer fra konstant regeneration af cellerne i næsen, som gør en i stand stand til at opfatte lugte, så er Daredevils lugtesans blot forstærket, hvilket vil sige, at efterhånden som flere og flere celler dør, vil hans lugtesans blive dårligere.

### Smagssans
I tegneserierne blev det sagt, at Daredevils smagssans er så stærk, at han kan smage antallet af saltkorn i en saltkringle.

### Hørelse
Daredevil har lært at udnytte sin hørelse som en slags løgnedetektor, ved at han på rytmen af en persons hjerteslag kan høre om de lyver eller ej. På denne måde kan han også genkende forbrydere og helte i forklædning (hvilket giver ham en fordel over skurke som fx Chameleon og Mysterio). Ud af respekt prøver han ikke på at finde ud af heltenes sande identiteter, selvom han er i stand til det. Derudover er hans hørelse så præcis, at han kan høre forskellig personer og objekters positioner i forhold til ham selv (noget i stil med ekkolokation, som også ses hos flagermus) i alle 360 grader. Denne evne betegnes i tegneserien som en "radarsans". Denne kan dog sættes ud af spil ved at gøre brug af høje lyd, som "overdøver" radarsansen. Det er først når radarsansen er sat ude af spil, at Daredevil føler sig blind.

### Ikke-sanserelaterede kræfter og evner
Daredevil er desuden en mester i kampsport, frygtløs (som kunne ses i Gigant #11, hvor han kæmper mod Scarecrow) og er en god akrobat. Han bruger to multifunktionelle billy-stokke som både våben og transportmiddel, eftersom de kan bruges som politistave, nunchakuer og til at svinge sig med, takket være det kabel som er inden i.